# Koninklijke Distilleerderij M. Dirkzwager B.V.
De Koninklijke Distilleerderij M. Dirkzwager B.V. was een jeneverstokerij in Schiedam.

## Geschiedenis

### Firma M. Dirkzwager
Op 28 november 1856 koopt Maarten Dirkzwager voor ƒ 16.000,- een "branderij met pakhuis, plaats, woonhuis en erf, staande en gelegen aan de westzijde van het Groenweegje te Schiedam" en een tweetal zogenaamde molenportiën, waarvan het bezit voor de uitoefening van het brandersbedrijf noodzakelijk is, namelijk 2/26 deel van de "steenen windkoornmoolen genaamd de Palmboom, staande en gelegen aan de Noordvest binnen deeze stad met heur stalling en alle de ap- en dependentieën daar bij zijnde". 
waar al sinds 1717 gestookt werd. 
Na de dood van Maarten neemt jongere broer Adrianus (1834 – 1895) de zaken over onder behoud van de firmanaam “M. Dirkzwager”. De firma M. Dirkzwager brandde in verschillende branderijen onder andere brandewijn en moutwijn, een grondstof voor jenever, handelde in graan en moutwijn en in hun bijproducten gist en spoeling, en had een distilleerderij die voor de export naar Klein-Azië werkte. 

### Firma M. Dirkzwager Az.
Op 18- en 20-jarige leeftijd richtten twee zonen van Adrianus, respectievelijk Maarten (1861) en Cornelis Dirkzwager (1860 – 1930) de firma “M. Dirkzwager” op, dezelfde naam die hun vader en oom hadden gebruikt. Voor de uitoefening van hun bedrijf maakten zij gebruik van de branderij van hun vader. Op  9 Juli 1886 draagt hij met machtiging van de weduwe van zijn broer de panden voor ƒ 6.000,- aan hun over. Om administratieve redenen moet – ter onderscheiding van het brandersbedrijf M. Dirkzwager van hun vader en oom – de naam veranderd worden, en zo geschiede: op 25 augustus datzelfde jaar richten ze de firma statuair op als de firma "M. Dirkzwager Az." (Az. = Adriaanszonen). Op 11 december 1914 treedt Maarten per 31 december uit de fa. M. Dirkzwager Az.
Het distilleerderijbedrijf maakt tijden het leven van Cornelis een gouden tijd door. De toeneming van het aantal distilleerderijen te Schiedam is hiervan wel de beste illustratie.
Op 6 maart 1916 geeft Cornelis de algehele volmacht aan zijn zoon Cornelis (1895 – 1957) en op 23 juli 1923 sluiten vader en zoon een handelsvennootschap onder firma. Drie jaar later, op 28 april 1925, wordt ook jongere zoon Paul Dirkzwager (1900 – 1989) in deze vennootschap opgenomen. Dit werd gedaan om het hoofd boven water te houden in naderende tijden. In een brief schrijft Cornelis (1860): "(...) bovendien behooren de vette jaren tot het verleden en vrees ik, dat
voorloopig een geweldige concurrentie zal plaats vinden. Alleen met soberheid en grooten ijver kan men dan aan zulk een wedstrijd het hoofd bieden. Ik heb mijn beschikkingen reeds gemaakt, waardoor Kees in de zaak is opgenomen en Paul in de zaak komt zoodra hij getrouwd is. Kees (d.i. Cornelis) en Paul kunnen samen zeer goed opschieten, ik hoop dat zij op den duur even goed met elkaar over weg kunnen, als mijn persoon met oom Maarten."
Cornelis had gelijk: tijdens de grote depressie werden de sociale en fiscale lasten met de dag groter, de export naar verre landen viel geheel of nagenoeg weg, tolmuren werden steeds hoger opgetrokken en het gebruik van alcohol droogde op. 
Na het uittreden van vader gingen Cornelis en Paul, bij akte van 28 maart 1927 een nieuwe handelsvennootschap aan. Het aanzienlijk teruglopende verbruik van gedistilleerde dranken leidt in 1932 tot de oprichting van een dochteronderneming – N.V. fruitdrank – die zoete most ging fabriceren en verkopen. De keuze valt op zoete most van appelen, een product waarvan de omzet in die tijd in Zwitserland sprongsgewijze omhoog gaat, niet het minst als gevolg van de verbeterde bereidingswijze, waarvan ook een belangrijke kwaliteitsverbetering het gevolg is. 
In januari 1941 werd de firma Wed. J. Florijn & Co. aangekocht. Het hoofdkantoor van dit Rotterdamse bedrijf dat al sinds 1818 bestaat, werd tijdens het bombardement van 14 mei 1940 totaal vernietigd. De zaak wordt dan enige tijd gevestigd bij de firma Kramer in de Hoofdstraat van Schiedam en vanaf november 1940 bij de firma Dirkzwager. 
De firma Dirkzwager heeft zich sinds zijn oprichting steeds uitsluitend beziggehouden met de vervaardiging van jenever en brandewijn, maar in de eerste helft van de 20e eeuw wordt daaraan enige uitbreiding gegeven door de fabricage van de zogenaamde samengestelde dranken zoals citroendranken en likeuren. Deze overname van de firma Florijn – die zich in de loop der jaren in dit soort artikelen gespecialiseerd heeft – was dan ook bedoeld om meer aandacht te kunnen schenken aan de fabricage en het in de handel brengen van samengestelde dranken.

### N.V. Distilleerderij M. Dirkzwager Azn
In 1961 richtte Paul samen met zijn twee zoons de N.V. Distilleerderij M. Dirkzwager Azn. op. Deze nieuwe NV had als oogmerk het voortzetten van de handelszaak M. Dirkzwager Azn., de uitoefening van het distillateursbedrijf, de invoer van en de groothandel in de wijnen en de gedistilleerde dranken en de fabricage van vruchtensappen, zoete most, alcoholvrije en zwakalcoholhoudende dranken. Het had toen een maatschappelijk kapitaal van ƒ 2 mln.

Deze N.V. werd waarschijnlijk bij de statutenwijziging op 30 augustus 1979 omgezet naar een B.V.

Vanaf de jaren tachtig groeide het bedrijf samen met Herman Jansen, Nolet en De Kuyper van een van de vele kleine distilleerderijen naar een van de grote vier alcoholreuzen uit Schiedam door de aankoop van verschillende kleinere bedrijven uit dezelfde sector en de uitbreiding van hun grote merken zoals Floryn. Zo werd bijvoorbeeld in 1989 de wijnimporteur Paarlberg en Levie aangekocht.
Deze groei versnelde door de benoeming van de vijfde generatie distillateur, de achter- achterkleinzoon van Adrianus Dirkzwager (1834-1895), Cees Dirkzwager, tot directeur van het bedrijf in 1996. Onder zijn bewind werden er veel overnames gedaan: drankengroothandel Delcave in 2000, slijterij Mitra in 2001, Vos & Partners wijnkopers in 2002 en Koninklijke Cooymans, bekend van onder andere Legner, De Korenaer en Koffiekaatje in 2004.
In 2005 werd het predicaat "koninklijk" verleend aan de distilleerderij ter gelegenheid van het 125-jarig bestaan. Ze had toen meer dan 1300 werknemers.